# Heterocharax
Heterocharax es un género de peces de la familia de Acestrorhynchidae y de la orden de los Characiformes.

## Especies
Actualmente hay tres especies reconocidas en este género:
- Heterocharax leptogrammus (Toledo-Piza, 2000)
- Heterocharax macrolepis (C. H. Eigenmann, 1912)
- Heterocharax virgulatus (Toledo-Piza, 2000)